# Wolff-Metternich

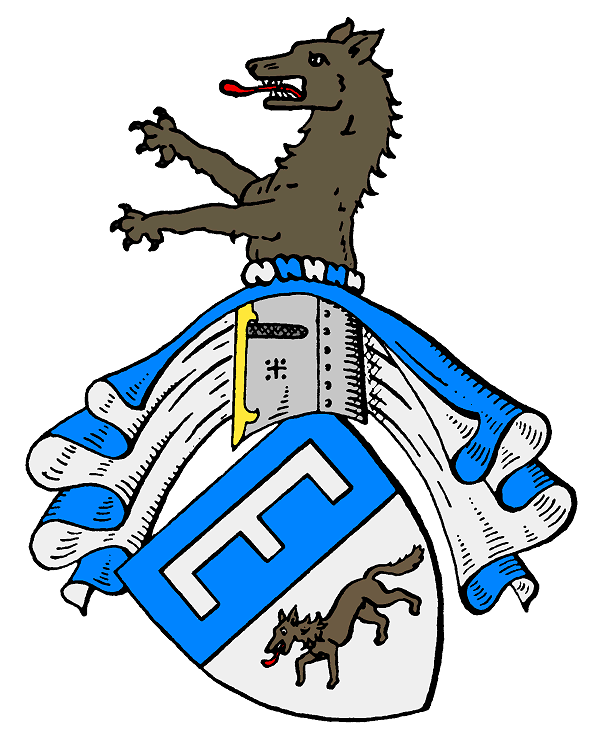
Stammwappen derer von Wolff-Metternich

Wolff-Metternich zur Gracht (früher auch Wolff genannt von Metternich) ist der Name eines rheinischen und westfälischen Adelsgeschlechts, das von den nordhessischen Herren Wolff von Gudenberg abstammt.
Die Familie Wolff-Metternich ist nicht zu verwechseln mit den inzwischen erloschenen Grafen und Fürsten von Metternich-Winneburg, hat den Doppelnamen jedoch 1440 durch Einheirat einer Erbtochter derer von Metternich angenommen.

## Geschichte

### Ursprung

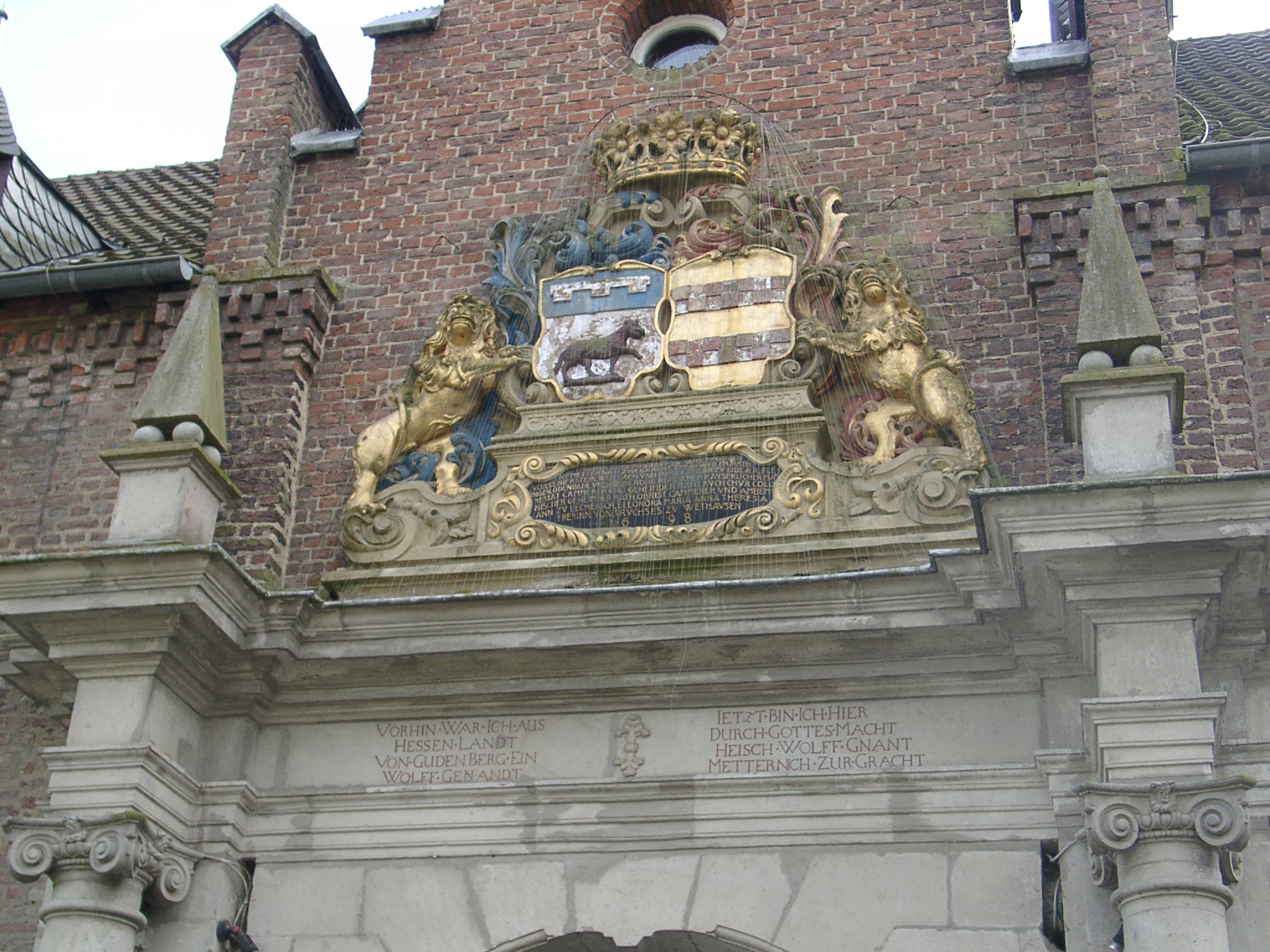
Torbogen Schloss Gracht, Inschrift:
„Vorhin·War·Ich·aus·Hessen·Landt·
Von·GudenBerg·Ein·Wolff·Genandt
Ietzt·Bin·Ich·Hier·Durch·Gottes·Macht
Heisch·Wolff·Gnant·Metternich·Zur·Gracht“

Das hessische Geschlecht der Wolff von Gudenberg, in der älteren Literatur häufig auch als die „Wölffe von Gudenberg“ oder auch „Lupi“ (lateinisch ‚Wölfe‘) bezeichnet, ist erstmals fassbar im Jahre 1213 mit Arnold I., den man daher als Begründer der Familie ansieht.
Wilhelm Wolff von Gudenberg zu Itter, wohl ein Sohn Arnolds VI. und somit Enkel des Thile I. Wolff von Gudenberg, ging 1429 nach Andernach. Sein Sohn Gotthard (Goddart) Wolff von Gudenberg zu Itter heiratete 1440 Sibylla von Metternich, die einzige Tochter und Erbin des Carl II. von Metternich. Er erwarb mit seiner Heirat Anteile an der Herrschaft Metternich bei Euskirchen und führte nunmehr den Namen „Wolff genannt von Metternich“. Die Burg Metternich (Weilerswist) gehörte jedoch weiterhin (und bis zum Verkauf 1692) den Metternichs. Gotthards Urenkel Hieronymus nahm 1538 nach seiner Heirat mit Katharina von Buschfeld, Erbtochter zu Gracht, den Namen „Wolff-Metternich zur Gracht“ an.

### Standeserhebungen
Der Kaiserliche und Kurkölnische Kämmerer und Hofmarschall Johann Adolf Wolff, genannt von Metternich (1592–1669), wurde 1637 in den Reichsfreiherrenstand erhoben. Im Jahr 1731 wurde mit Franz-Joseph von Wolff-Metternich zur Gracht, Kaiserlichen Kämmerer und Reichshofrat, eine Linie der Familie in den Reichsgrafenstand erhoben.

### Verbreitung und Besitze
Durch die Heirat mit Sybille von Metternich 1440 gelangte ein Zweig der hessischen Familie Wolff zunächst ins Rheinland und erwarb dort sowie später auch in Westfalen viele Besitze und hohe Ämter.
Rheinland
1538 kam durch Heirat mit einer von Buschfeld das Schloss Gracht in Erftstadt-Liblar in die Familie und wurde zum Ausgangspunkt der Verbreitung im Rheinland und danach in Ostwestfalen. Dazu gehörte auch der Grachter Hof in Liblar, der noch durch Zukäufe in Spurk erweitert wurde. Im 16. Jahrhundert war auch die Wasserburg Redinghoven in ihrem Besitz.

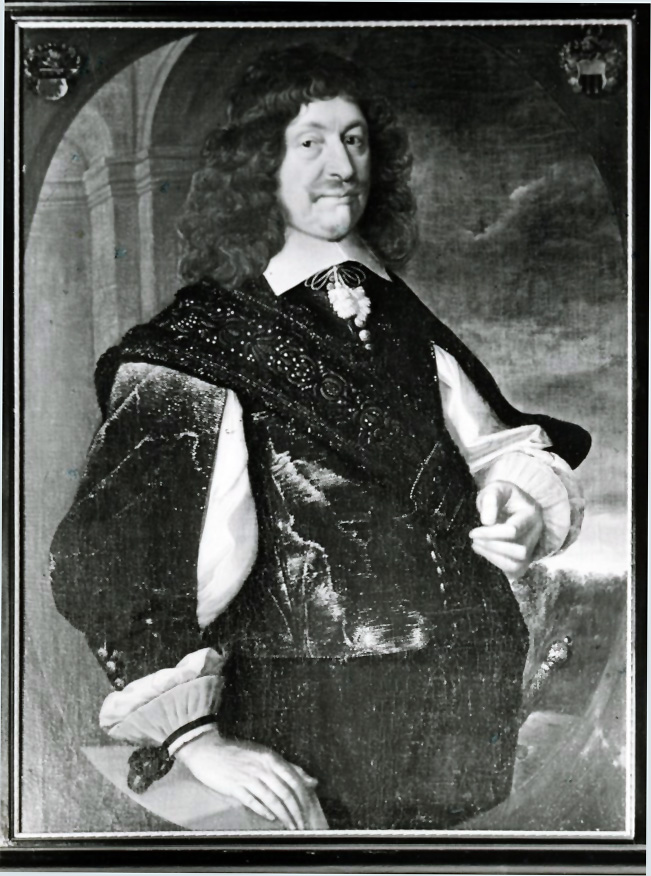
Johann Adolf Wolff Metternich zur Gracht (1592–1669)

Durch Johann Adolf Wolff Metternich zur Gracht (1592–1669) nahm die Familie einen weiteren großen Aufschwung. Neben der Herrschaft Gracht-Liblar besaß er Haus Raedt und Haus Forst bei Manheim sowie andere Höfe und auch Häuser in Köln. Durch seine Ehe mit einer von Hall kam Schloss Strauweiler im Bergischen Land in die Familie (und blieb es bis zu einem erneuten weiblichen Erbgang 1955), dazu der zugehörige Turmhof in Köln-Zündorf.
Johann Adolf entfaltete während des Dreißigjährigen Krieges eine rege Diplomatentätigkeit im Dienste Kurkölns und ab 1646 Kurbayerns; 1637 stieg er zum Reichsfreiherrn auf. 1630 erhielt er von Kurköln pfandweise die Hochgerichtsbarkeit über Liblar, mit Zollrechten, Einkünften, Diensten und anderem Zubehör, verbunden mit der Auflage, keine Protestanten in Liblar zu dulden, 1633 die Unterherrschaft über Liblar. Im Laufe der Jahrzehnte erhielt er von Kurköln außerdem eine Reihe von weiteren Lehen und Unterherrschaften: 1634 die bergische Unterherrschaft Odenthal, 1635 das kurkölnische Lehen Schloss Langenau an der Lahn, 1665 das kurkölnische Lehen Wehrden in Ostwestfalen, ferner 1637 die pfälzische Unterherrschaft Flehingen im badischen Kraichgau als kurpfälzisches Lehen von Kurfürst Maximilian von Bayern und 1658 das bayrische Lehen Oberarnbach. Er besaß weiter ein Weingut in Nierstein, Weingärten in Bornheim und ein kurpfälzisches Lehen in der Wetterau, Landbesitz zu Oberschlich bei Jüchen, die Oberscheider Höfe bei Engelskirchen, einen Hof in Linn, das Zündorfer Rheinwerth vom Herzog von Jülich-Berg sowie vom Kölner Kurfürsten einen Anteil an den Einkünften „eines Vahrdienstes“ der Köln-Deutzer Rheinfähre. Seinen Status als Herr zu Liblar bekräftigte er durch den Ausbau des Stammsitzes Gracht zu einem repräsentativen Schloss im Jahre 1658. Von seinen 16 Kindern erreichten 14 das Erwachsenenalter, von denen sechs Söhne und vier Töchter in den geistlichen Stand traten; der Sohn Hermann Werner regierte von 1683 bis 1704 als Fürstbischof von Paderborn und verschaffte seinen Neffen dort lukrative Positionen am Hofe.
Westfalen
Mit dem Erwerb von Wehrden (Weser) und Amelunxen durch den Paderborner Fürstbischof Hermann Werner 1695 (von der Familie von Amelunxen) fasste die Familie erstmals Fuß in Ostwestfalen. Er errichtete dort das Schloss Wehrden. Von 1694 bis 1700 ließ er, ebenfalls vom Baumeister Ambrosius von Oelde, das Schloss Bisperode als barockes dreiflügeliges Wasserschloss erbauen, dessen Lehen er an sich gebracht hatte und das bis 1875 im Besitz der Familie blieb. Um 1695 erwarb er von der Familie von Kanne das Gut Löwendorf. Er errichtete aus seinem Güterkomplex 1697 ein Fideikommiss für seine Familie. Dieses wurde 1884 um das Gut Bruchhausen und nochmals 1930 um das Gut Maygadessen erweitert. Maygadessen und Bruchhausen sind bis heute im Besitz der freiherrlichen Linie Wolff-Metternich; Wehrden und Amelunxen gehören heute Andrea geb. Freiin von Wolff-Metternich und ihrem Ehemann Alexander von Köckritz und der gemeinsamen Tochter Louisa Freifrau von Weichs zur Wenne.

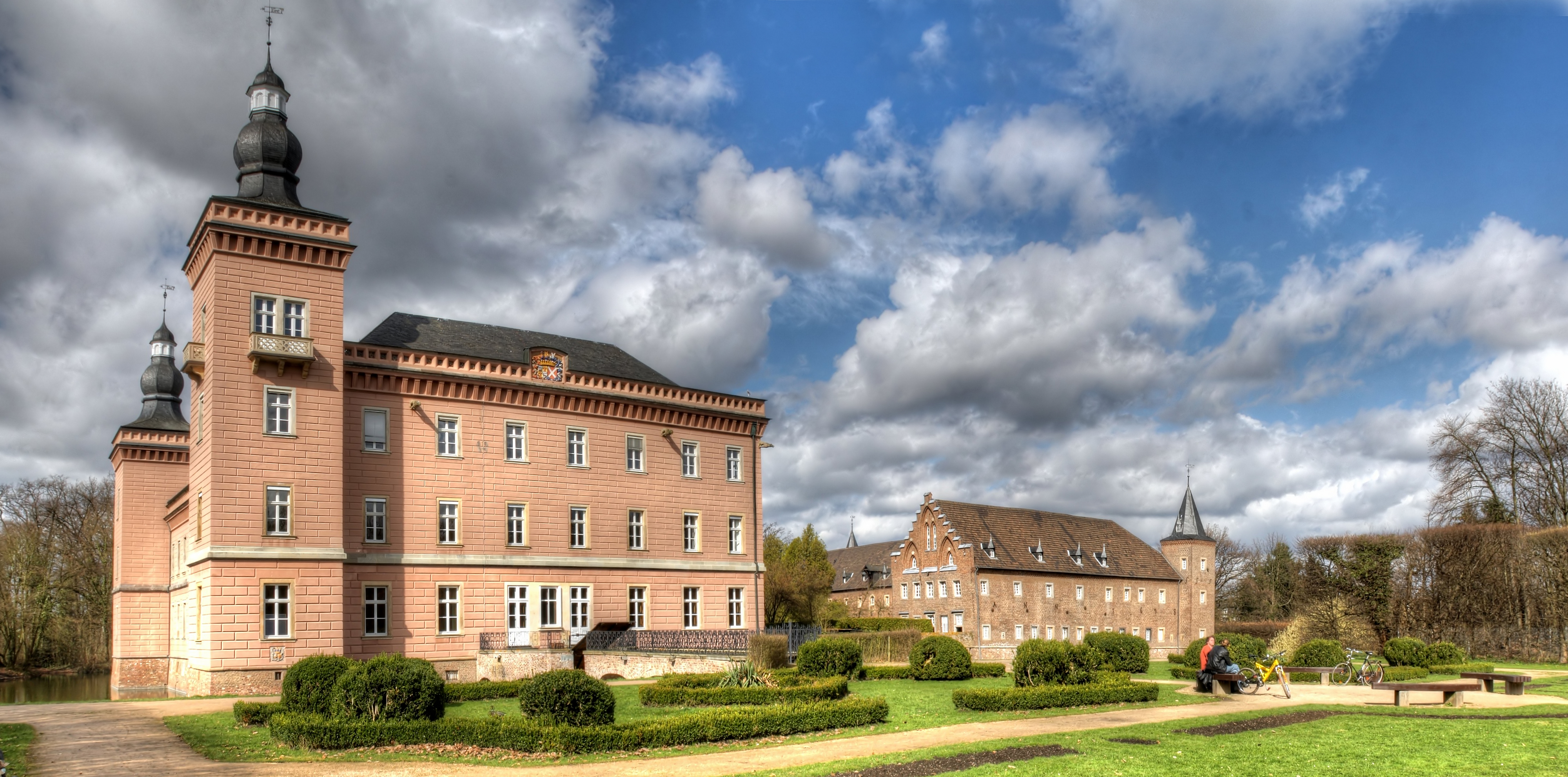
Schloss Gracht in Liblar, 1538–1957 im Familienbesitz
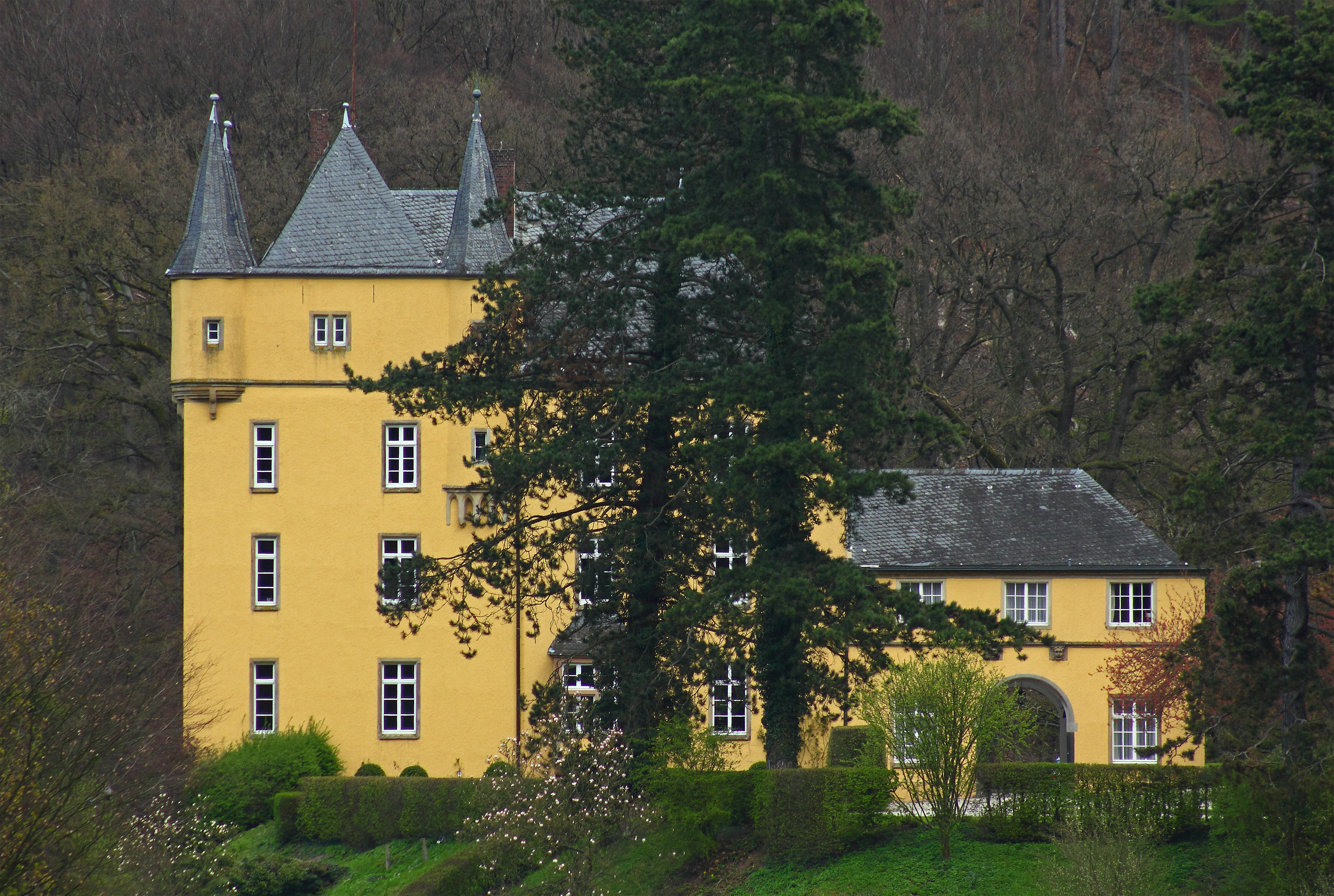
Schloss Strauweiler, 350 Jahre im Besitz der Familie
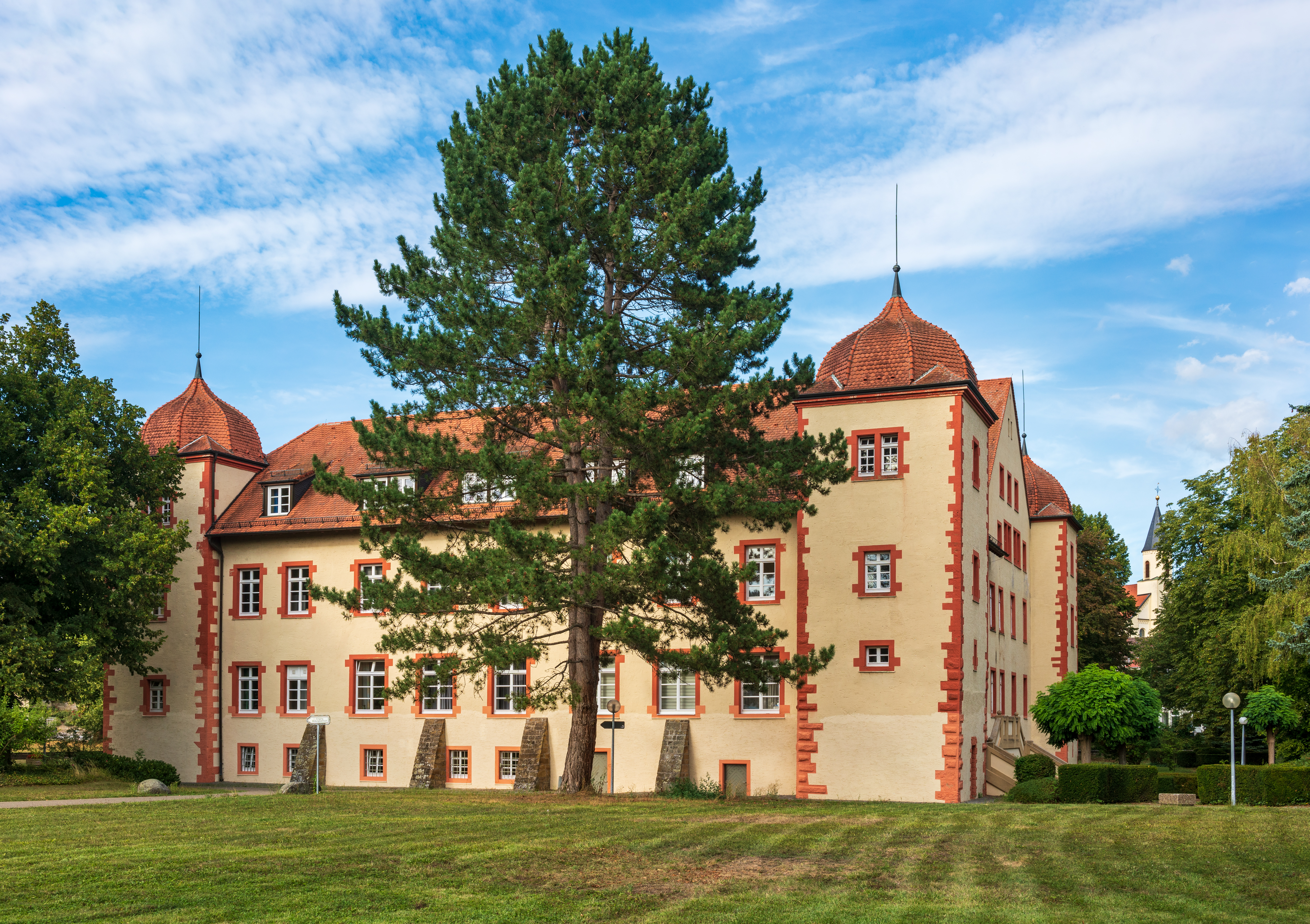
Wasserschloss Flehingen in Baden, 1636–1876 im Familienbesitz
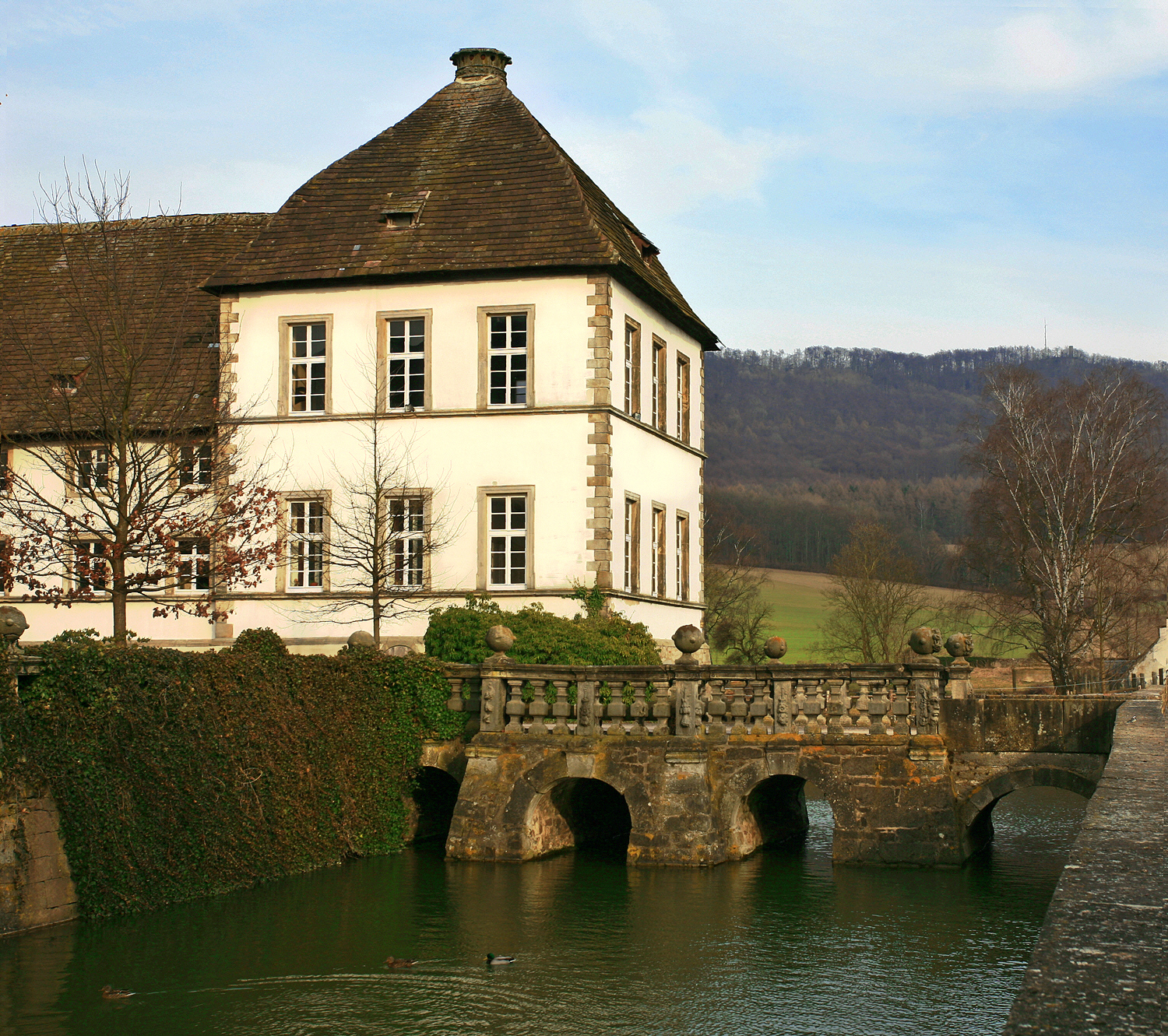
Schloss Bisperode, errichtet vom Fürstbischof Hermann Werner

Weitere Besitzerwerbungen
In Hessen erwarb die Familie um 1671 durch Pfandverschreibung das Schloss Weilbach, das bis heute in ihrem Besitz verblieb.
Der damals noch unmündige Max Felix Graf Wolff Metternich zur Gracht beerbte 1824 seine Großtante Johanna Freiin von Gymnich, Tochter von Karl Otto Ludwig Theodat von und zu Gymnich und Letzte ihrer Familie, und erwarb so im Rheinland das Schloss Gymnich und das Schloss Nörvenich. Bis zu seiner Volljährigkeit lagen die Geschäfte in der Hand seines Vaters Max Werner Reichsgraf Wolff-Metternich lagen.
Um 1900 gingen diese Besitze, ebenfalls durch weibliche Erbfolge, wieder aus der Familie, ebenso wie die Burg Satzvey (1882–1944), die auch zum Gymnicher Erbe gehörte.

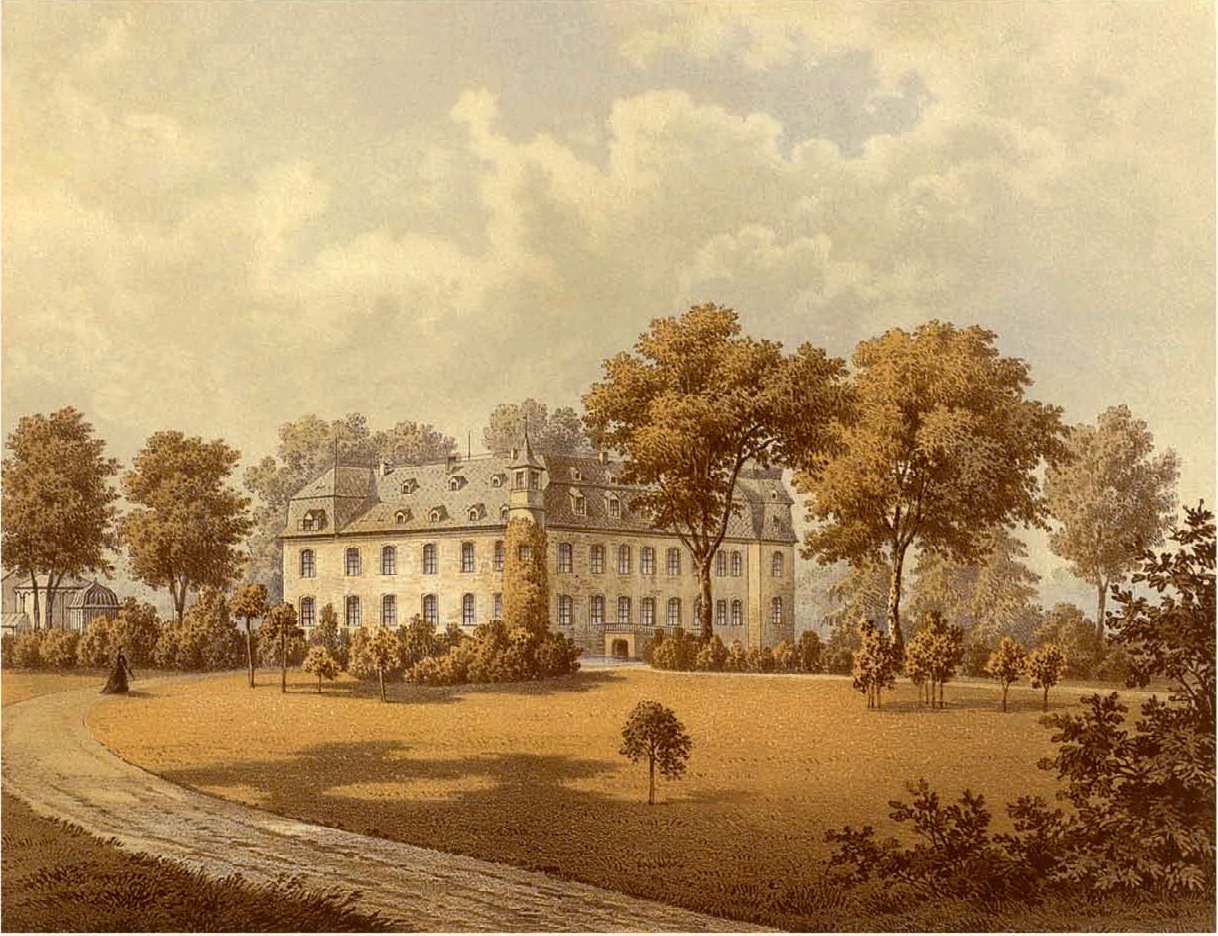
Schloss Gymnich (19. Jh.)
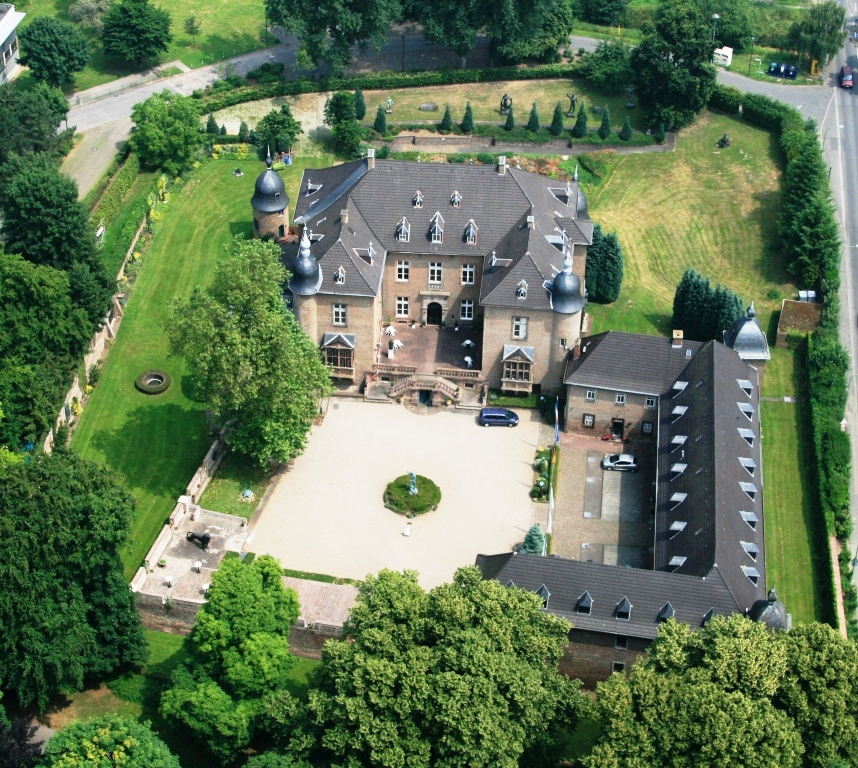
Schloss Nörvenich (1825 bis 1904)
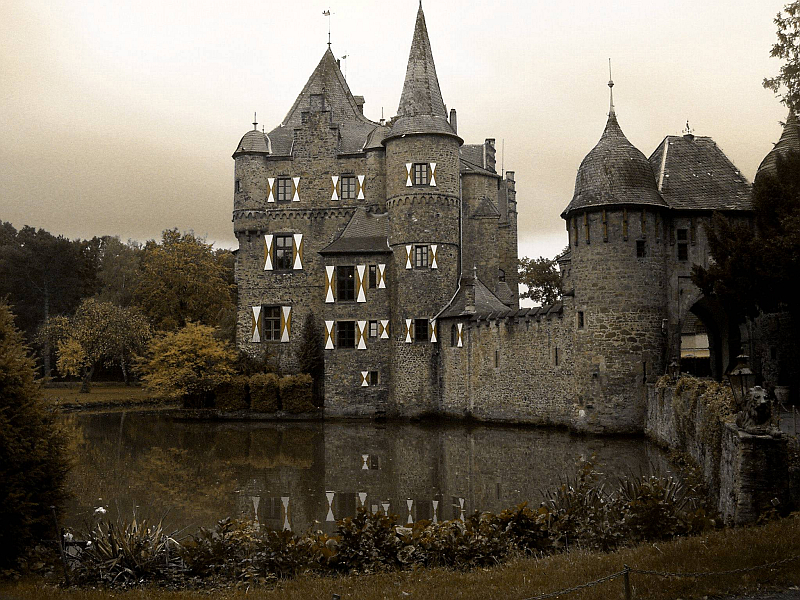
Burg Satzvey bis 1944 im Besitz der Familie

1850 fiel, nach dem Tode des Freiherrn Friedrich Florens Raban von der Wenge (einziger Sohn des Clemens August von der Wenge), das westfälische Erbe seiner Familie an die Nachfahren seiner ältesten Schwester Maria Franziska (1775–1800), die mit Maximilian Werner von Wolff-Metternich (1770–1839) verheiratet war, darunter der Stammsitz Haus Wenge in Dortmund und Schloss Beck. Diese Besitze wurden, wie Gracht, in den 1950er Jahren verkauft.

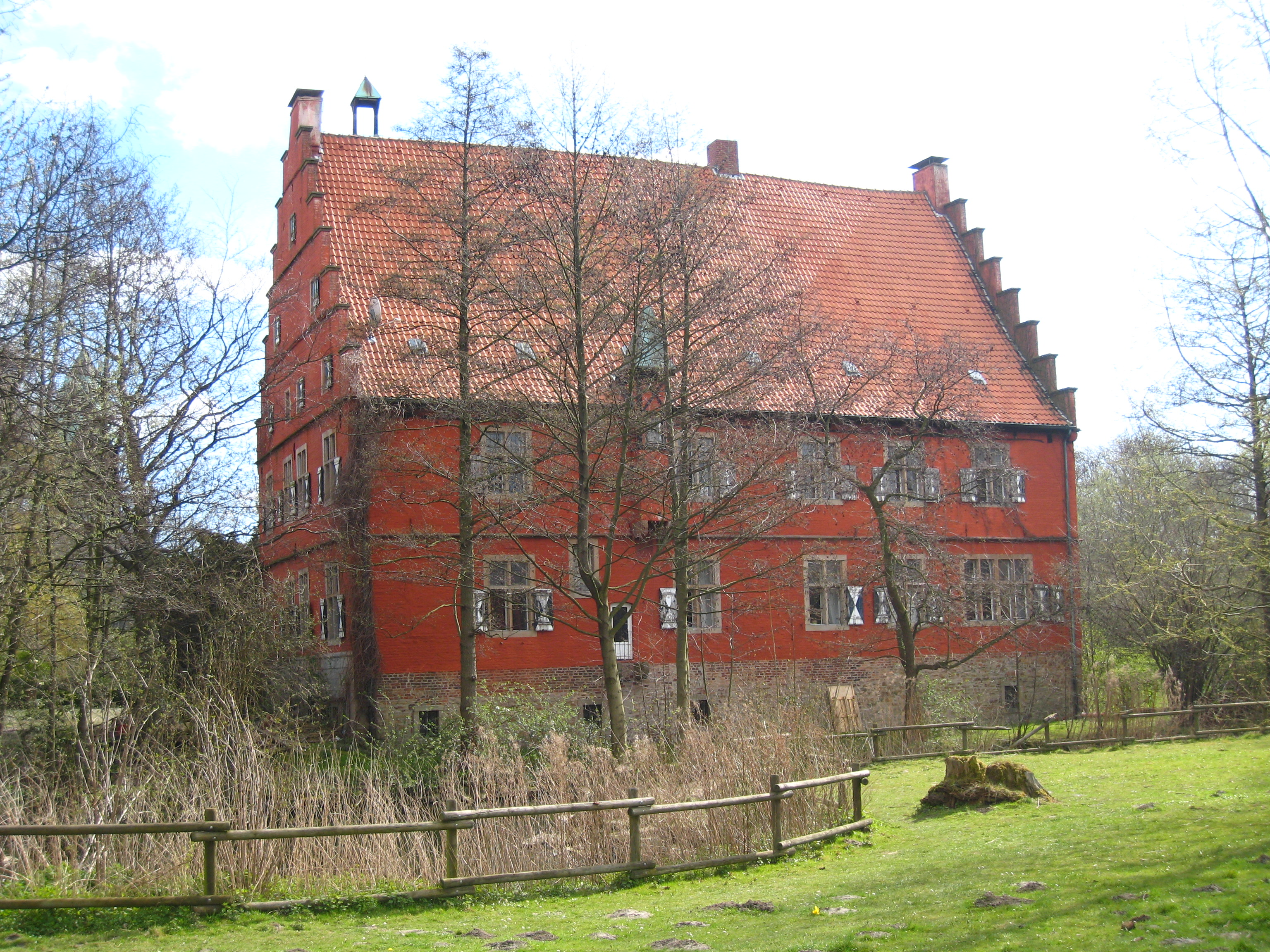
Haus Wenge
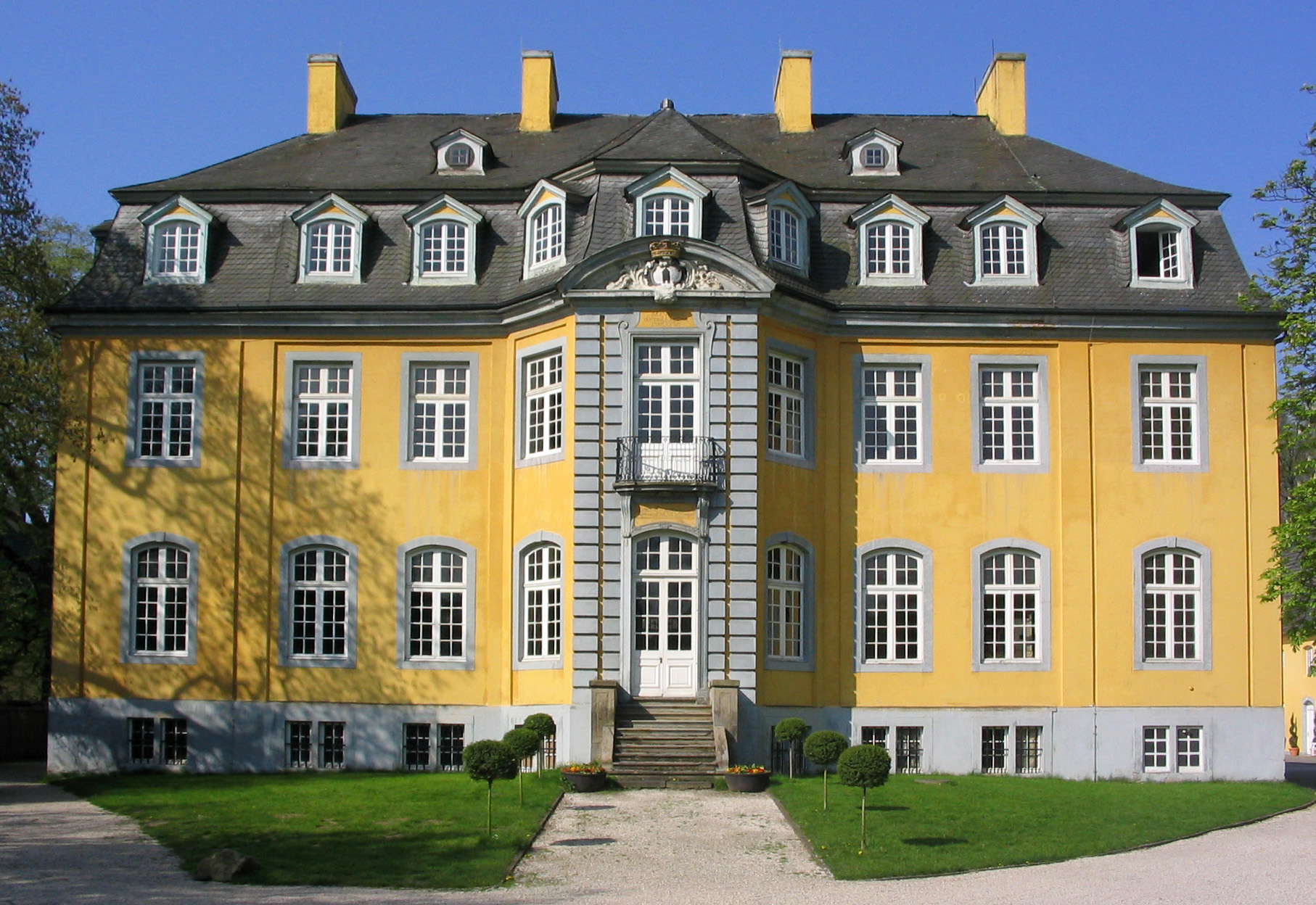
Schloss Beck, bis 1958 im Familienbesitz

Der Stammsitz Schloss Gracht blieb bis 1957 im Besitz der Familie, während die im 19. Jahrhundert zum Grachter Besitz gekommene Burg Kleinbüllesheim ihr bis heute gehört. Das badische Wasserschloss Flehingen wurde 1876 verkauft, für letzteren Besitz gehörte der dortige Zweig dem Ritterkanton Kraichgau des schwäbischen Ritterkreises an.
Die gräfliche Linie kam im 18. Jahrhundert durch Erbschaft in den Besitz von Schloss Vinsebeck, ebenfalls in Ostwestfalen. Im 20. Jahrhundert beerbte der Vinsebecker Zweig sodann die niedersächsische Familie von Adelebsen auf der Burg Adelebsen bei Göttingen und in der nächsten Generation das erloschene Fürstenhaus Salm-Reifferscheidt-Dyck auf den rheinischen Besitzungen Schloss Dyck und Schloss Alfter. Adelebsen und Dyck wurden von der Familie in Stiftungen eingebracht.
Ein Seitenzweig erbte 1909 das Kasteel Hillenraad in der niederländischen Provinz Limburg, ein weiterer erwarb im Jahr 2000 das schwäbische Schloss Jettingen.
Heute noch im Besitz der Familie:

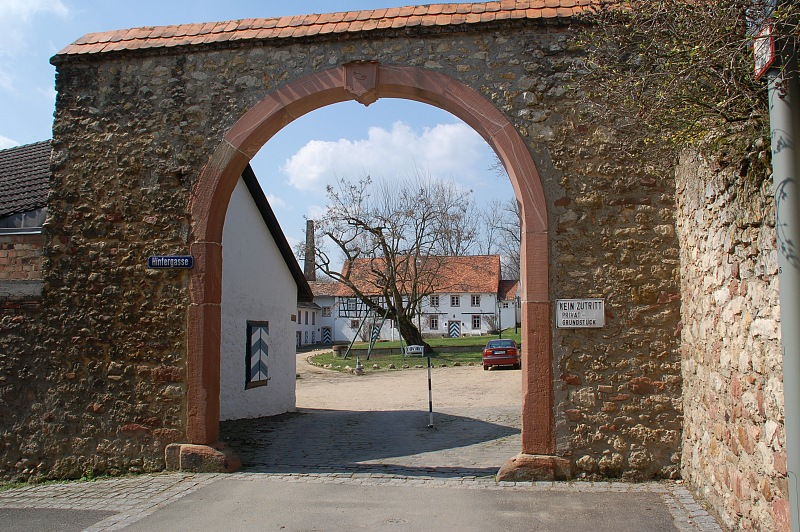
Schloss Weilbach, Hessen
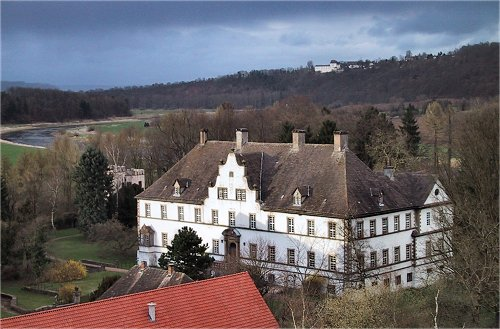
Schloss Wehrden, Ostwestfalen
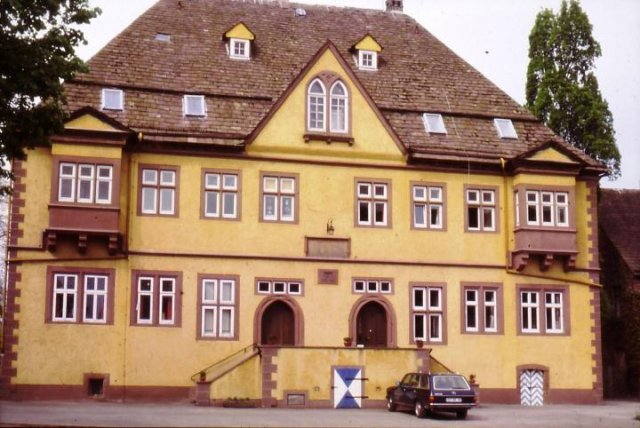
Haus Amelunxen, Ostwestfalen
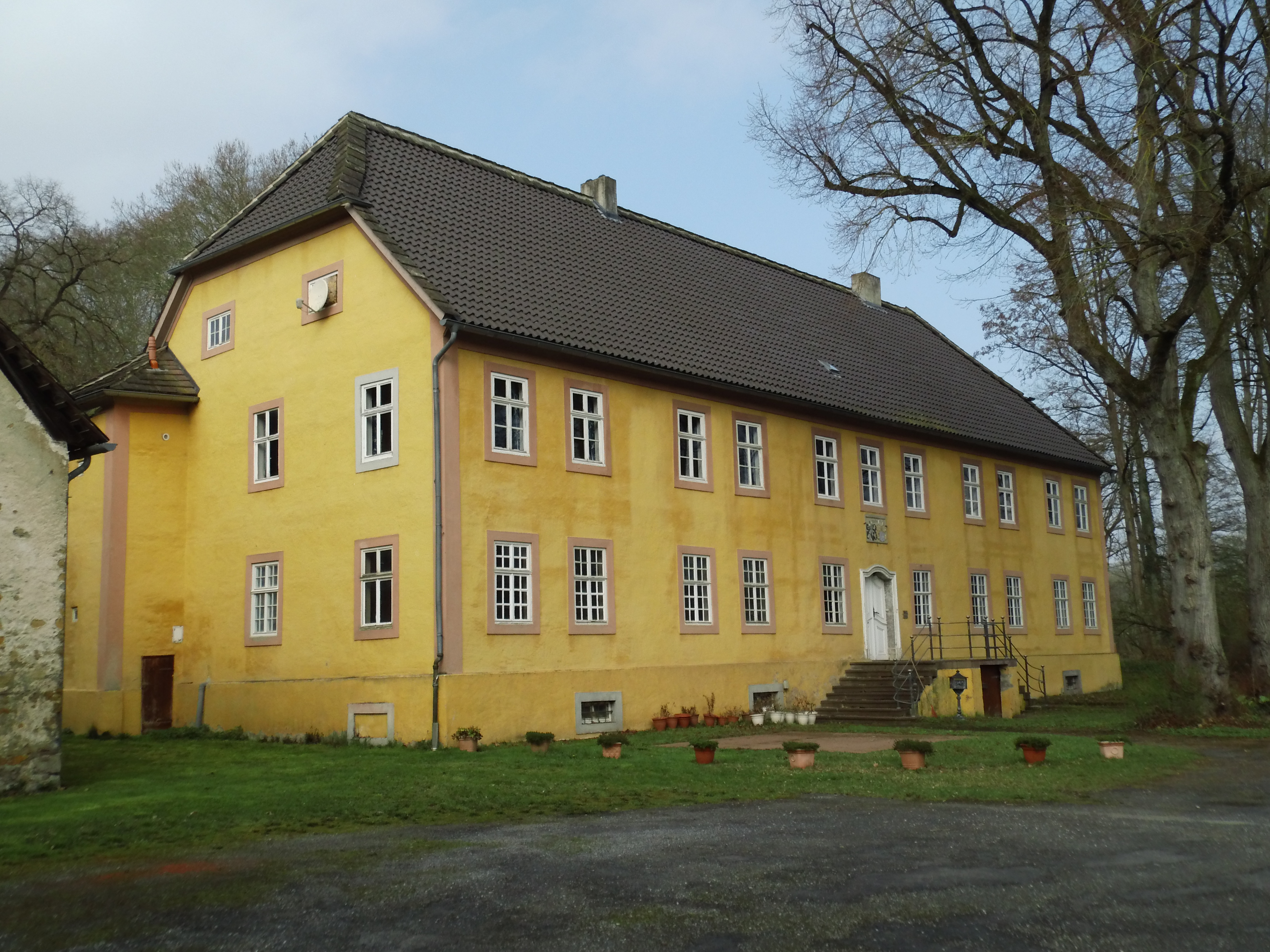
Haus Bruchhausen
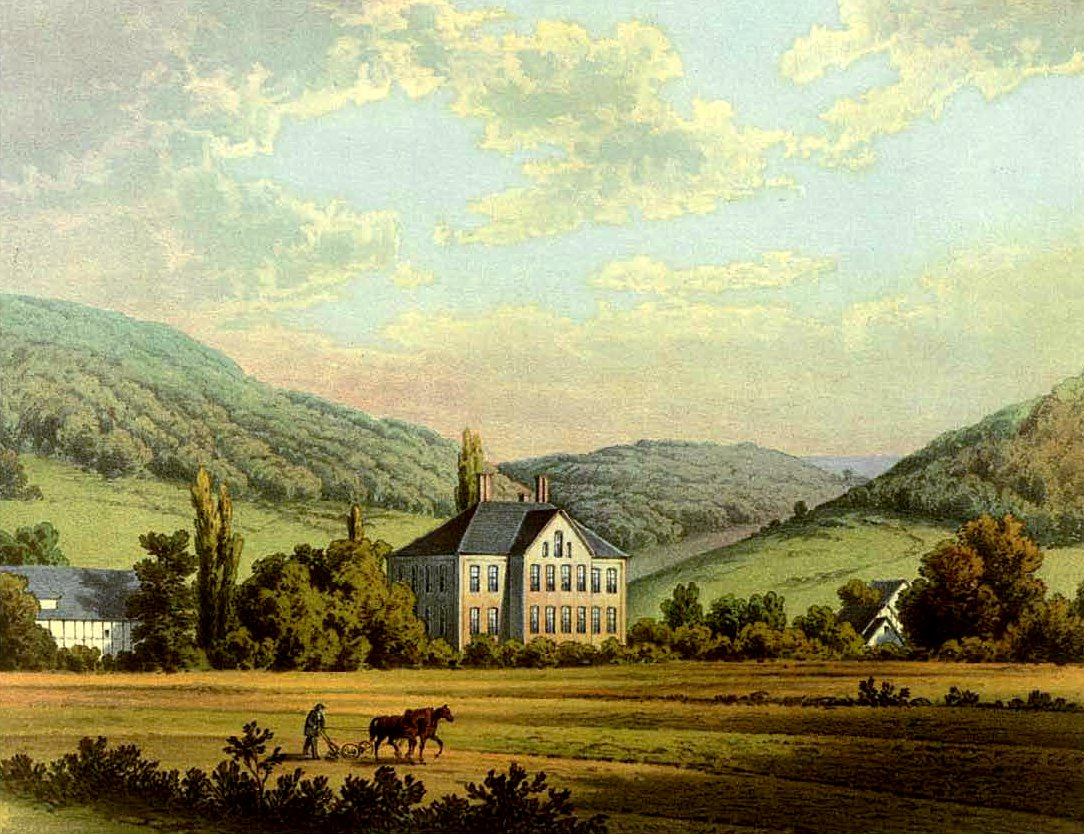
Haus Maygadessen, Ostwestfalen
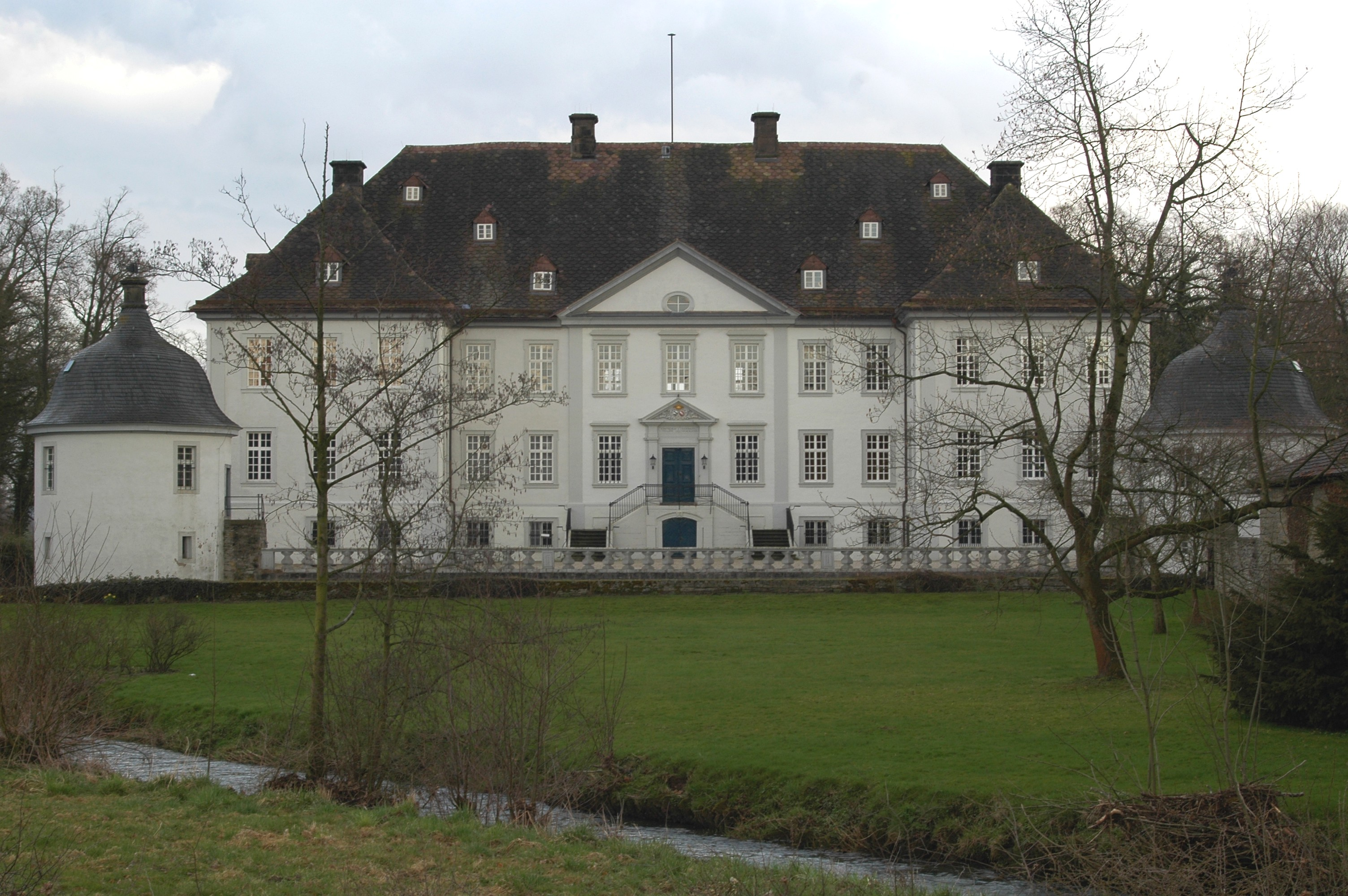
Schloss Vinsebeck, Ostwestfalen
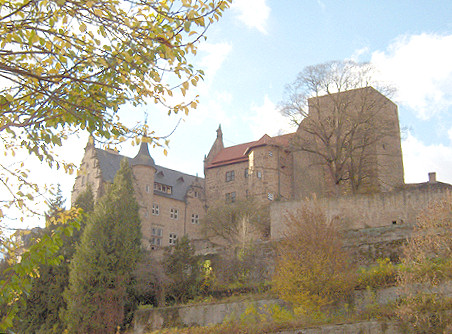
Burg Adelebsen bei Göttingen
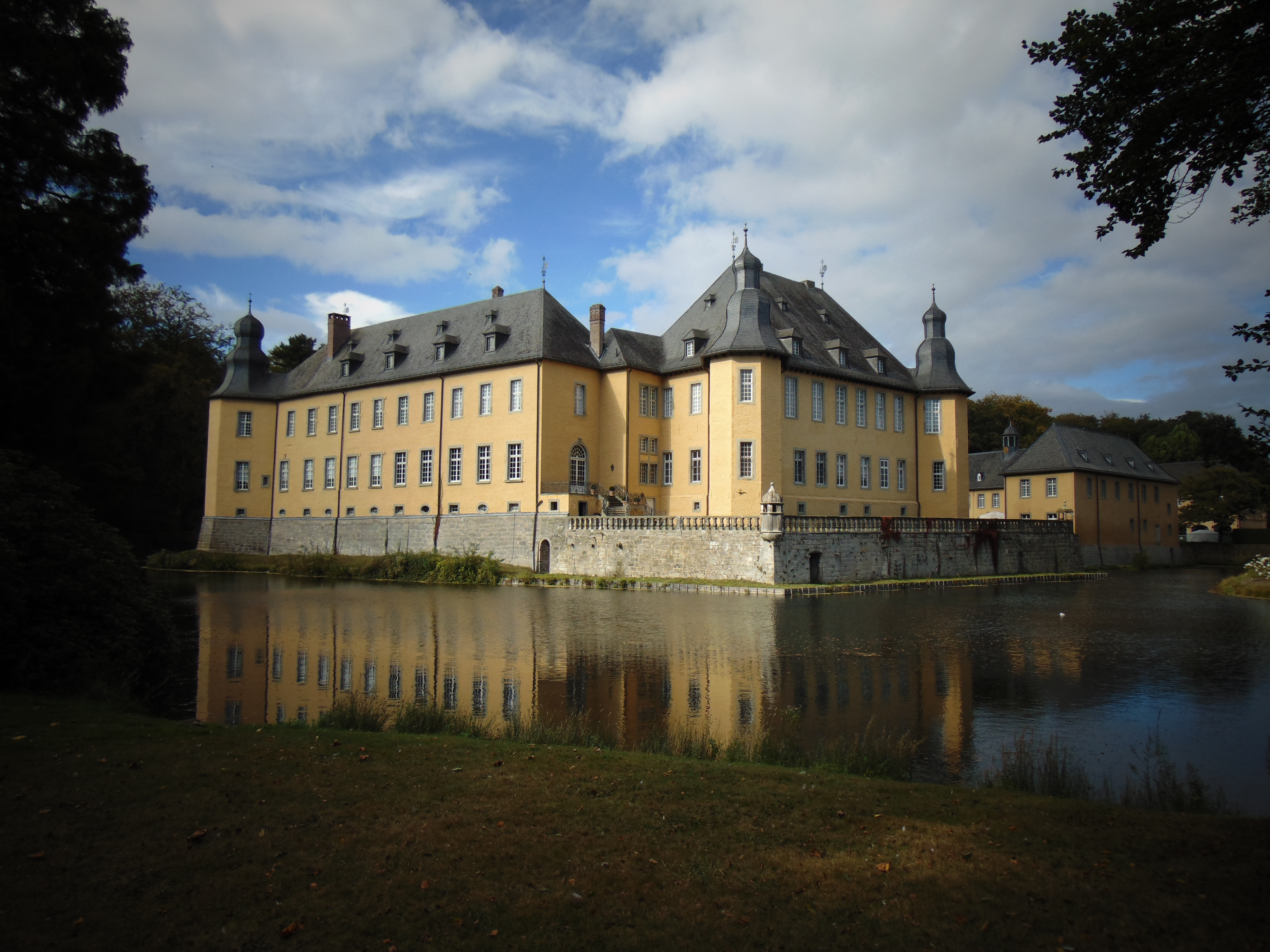
Schloss Dyck bei Mönchengladbach
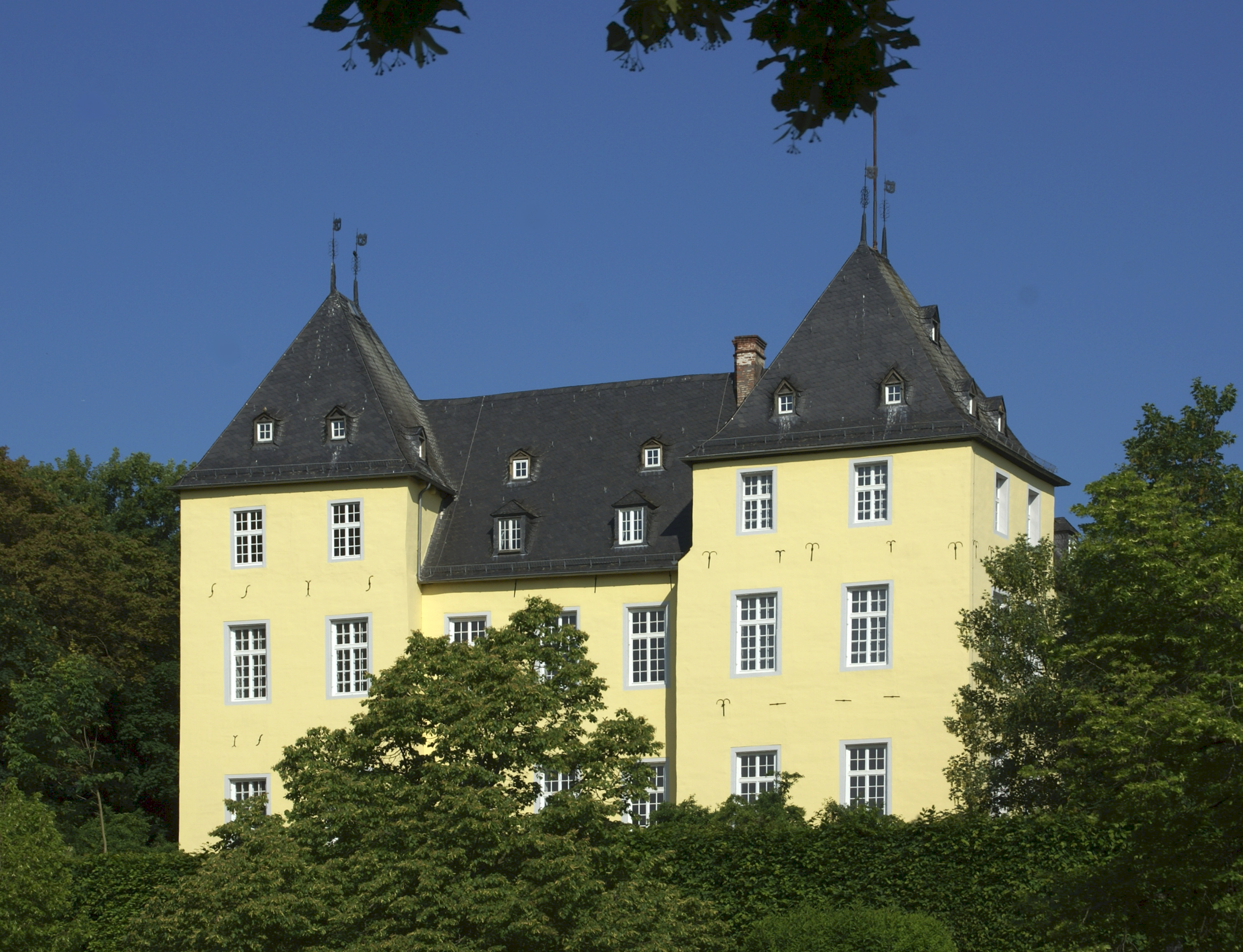
Schloss Alfter bei Bonn
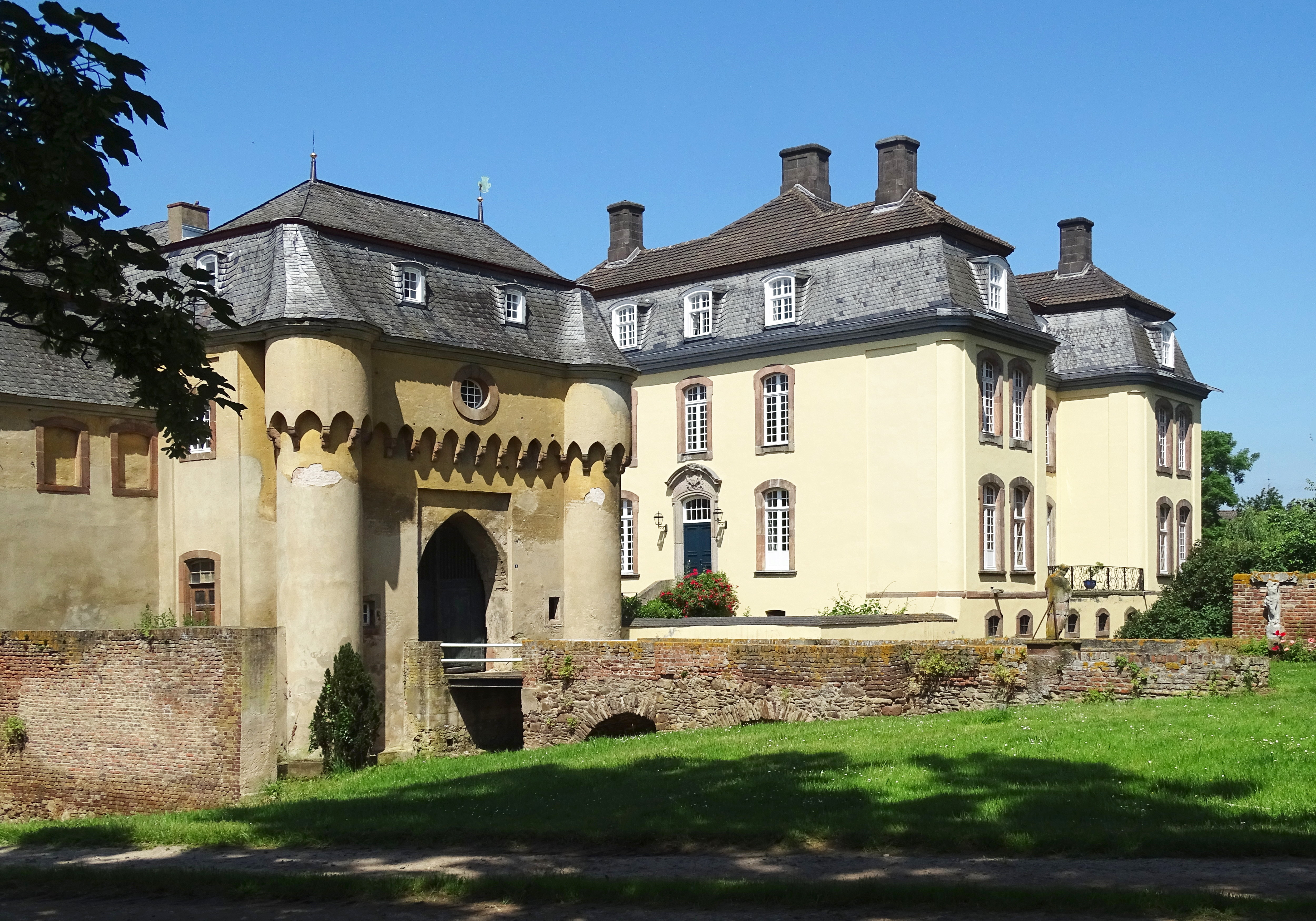
Burg Kleinbüllesheim bei Euskirchen
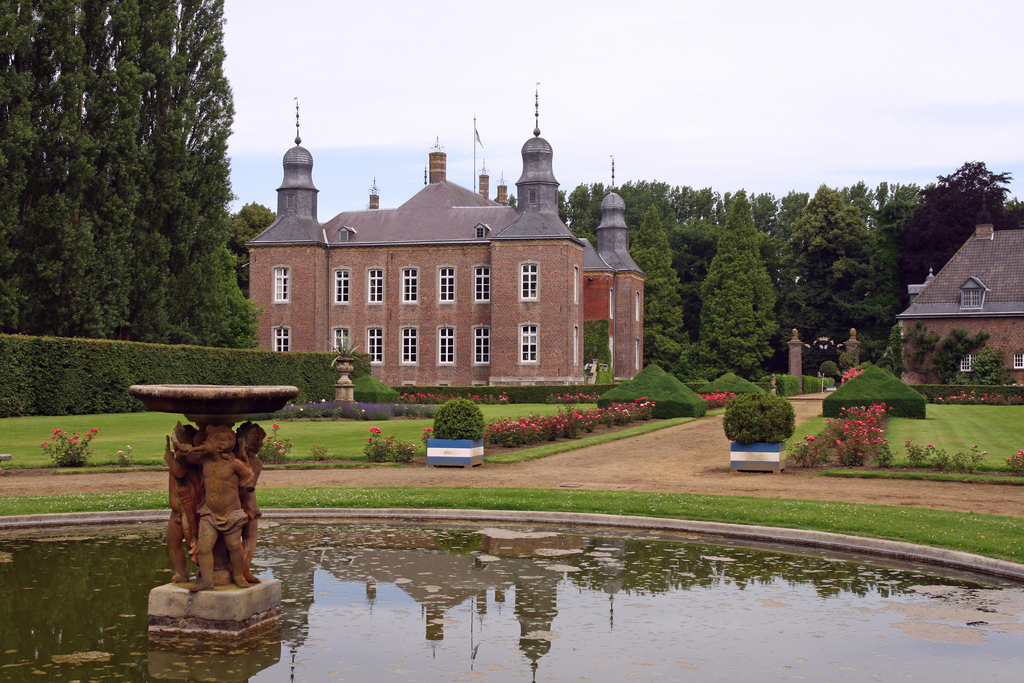
Kasteel Hillenraad, Swalmen, Niederlande
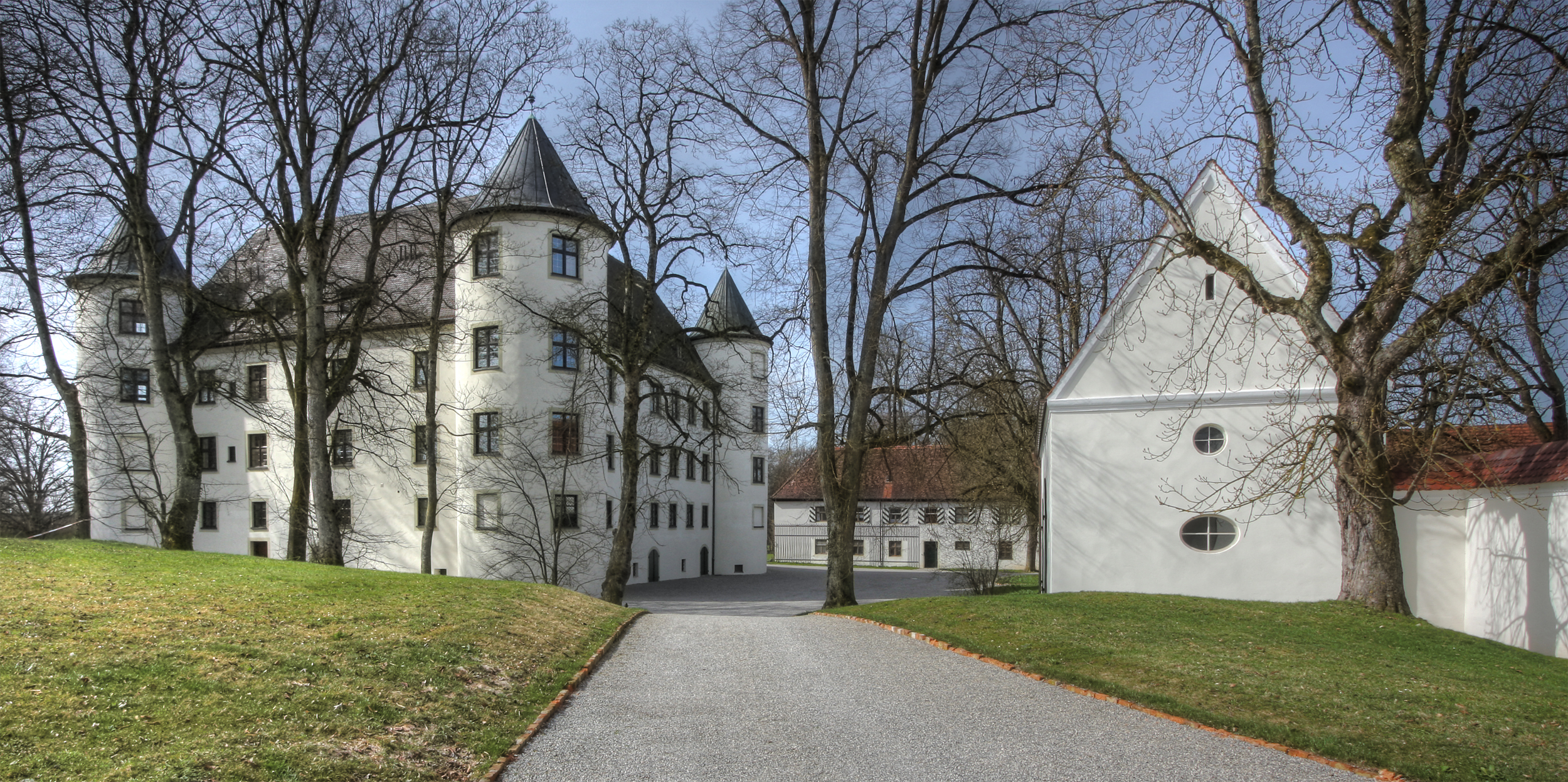
Schloss Jettingen, Bayerisch-Schwaben

## Wappen
Das geteilte Stammwappen (1440) der Wolff-Metternich zeigt oben in Blau einen dreilatzigen silbernen Turnierkragen, unten in Silber einen schreitenden natürlichen Wolf. Auf dem Helm mit blau-silbernen Decken der Wolf wachsend.
Dem reichsgräflichen Wappen vom 17. Mai 1731 für Franz Joseph, kurkölnischen Gesandten und Reichshofrat, wurde das Wappen derer von Elmpt hinzugefügt, weil die Familie Wolff-Metternich kurze Zeit die Besitzungen der Linie Elmpt-Burgau besessen hatte: Feld 1 und 4: Stammwappen Wolff-Metternich. Feld 2 und 3: Stammwappen Elmpt. Auf dem Schild ruht eine neunperlige Grafenkrone. Zwei Helme gehören zu diesem Wappen. Helm 1: Helmzier Wolff-Metternich, Helm 2: Helmzier Elmpt.

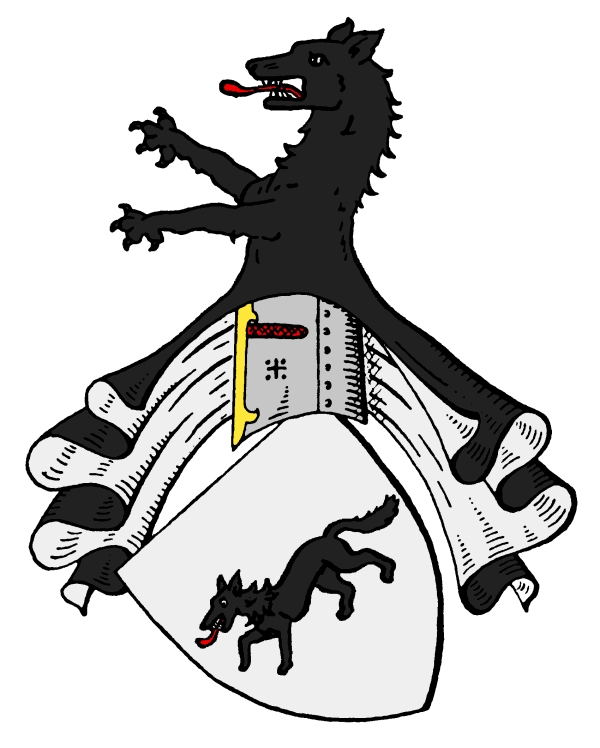
Stammwappen der Wölfe von Gudenberg
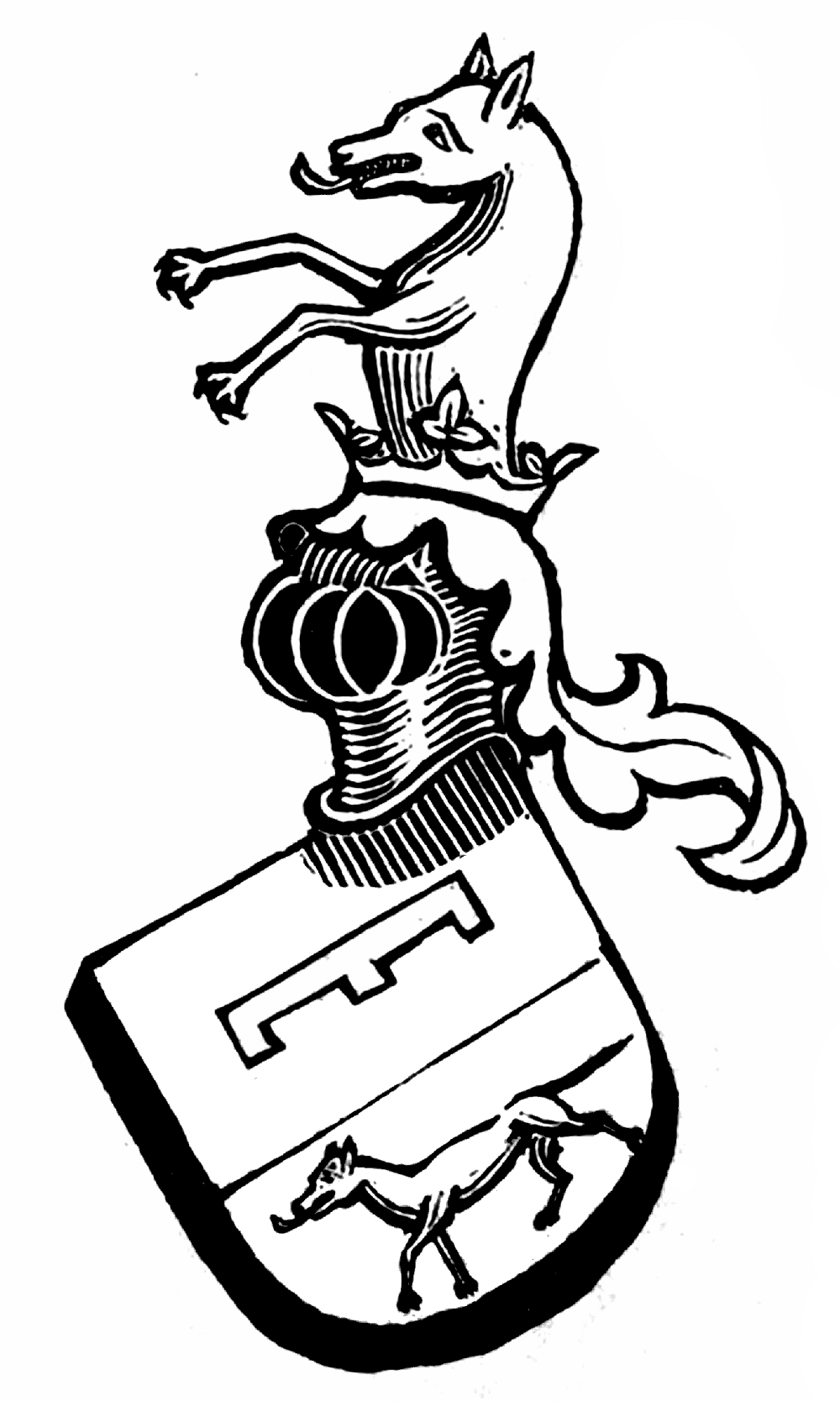
Stammwappen der Wolff-Metternich von 1440 bei Anton Fahne
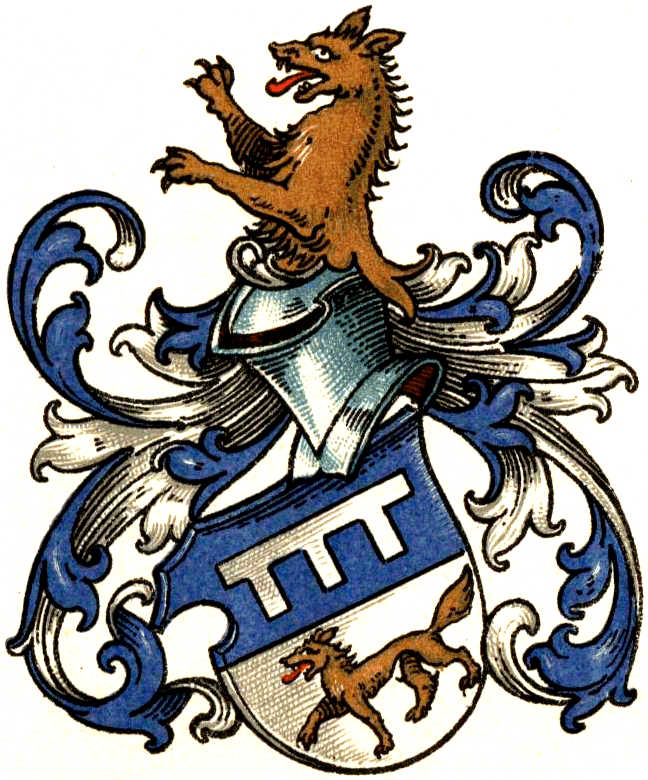
Stammwappen im westfälischen Wappenbuch
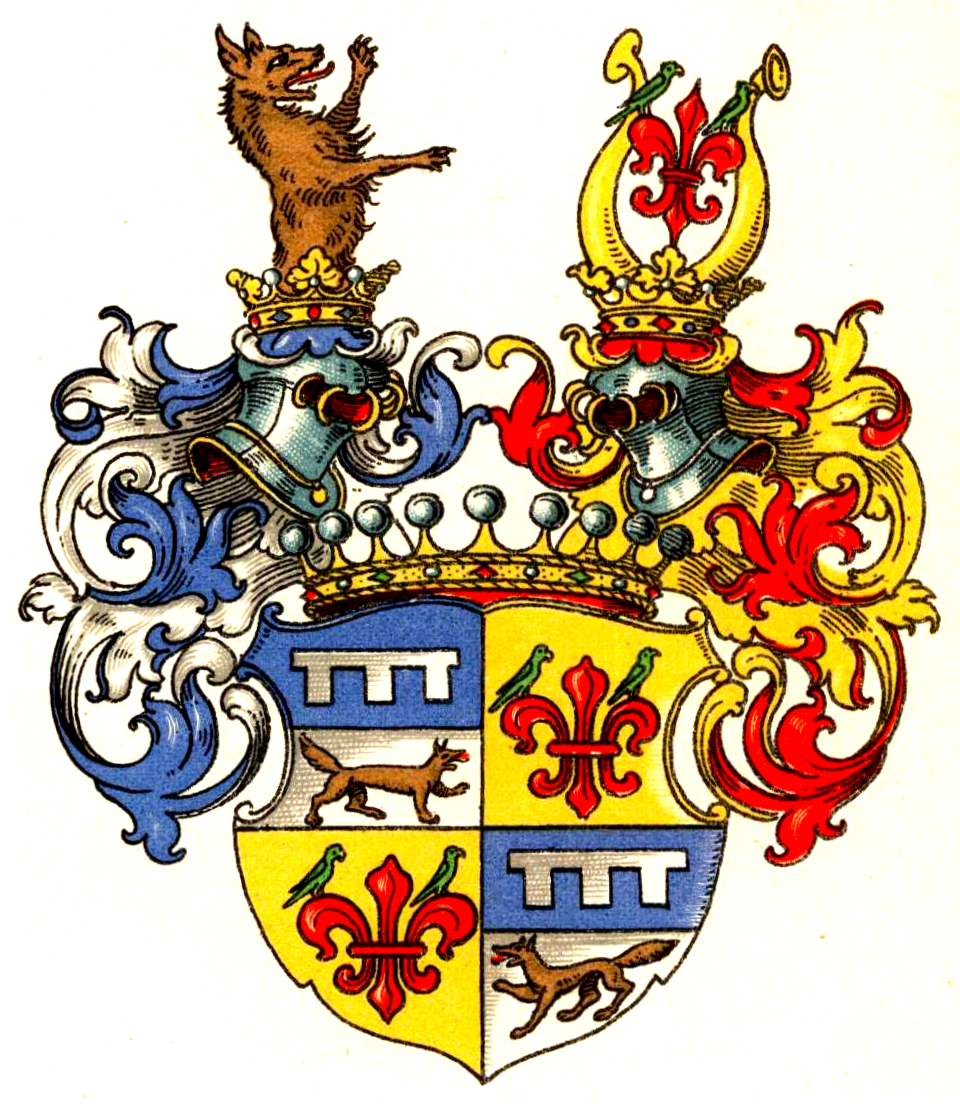
Wappen der Grafen Wolff-Metternich von 1731 im westfälischen Wappenbuch

## Familienmitglieder

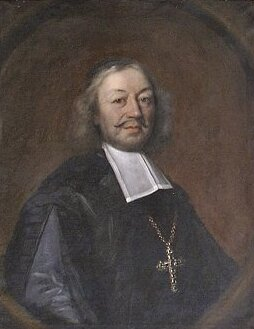
Hermann Werner von Wolff-Metternich zur Gracht (1625–1704), Fürstbischof von Paderborn

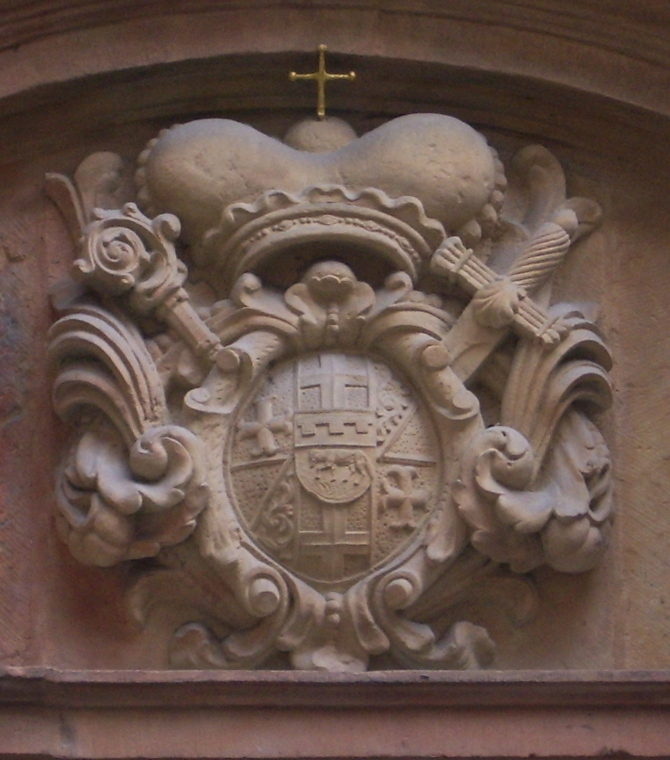
Wappen des Paderborner Fürstbischofs Hermann Werner

- Adolph Wolff von Metternich zur Gracht (1553–1619), Domdekan im Bistum Speyer und Hofmeister des Herzogs Wilhelm V. von Bayern
- Wilhelm Wolff von Metternich zur Gracht (1563–1636); Jesuitenpater und Rektor der Kollegien zu Speyer, Trier und Köln
- Johann Adolf Wolff Metternich zur Gracht (1592–1669), Neffe des Wilhelm, Rat und Hofmarschall in Kurköln, 1637 zum Reichsfreiherrn erhoben
- Degenhardt Adolf von Wolff-Metternich zur Gracht (1616–1668), ältester Sohn des Johann Adolf, Bruder des Paderborner Fürstbischofs Hermann Werner, kurkölnischer Geheimer Rat und Oberststallmeister
- Anna Adriana Wolff von Metternich zur Gracht (1621–1698), Kanonissin und Äbtissin zu St. Maria im Kapitol, Köln
- Johann Wilhelm Wolff von Metternich zur Gracht (1624–1694), Domherr, Domdekan und Dompropst
- Hermann Werner von Wolff-Metternich zur Gracht (1625–1704), Bruder des Degenhardt Adolf, Dompropst in Hildesheim, 1683–1704 Fürstbischof von Paderborn
- Ignaz Wilhelm von Wolff-Metternich zur Gracht (1630–1688), Domdechant in Speyer und Domherr in Münster und Worms
- Franz Arnold von Wolff-Metternich zur Gracht (1658–1718), Sohn des Degenhardt Adolf und Neffe des Paderborner Fürstbischofs Hermann Werner, folgte seinem Onkel 1704–1718 als Fürstbischof von Paderborn, 1706 auch Fürstbischof von Münster
- Johann Adolf von Wolff-Metternich zur Gracht (1651–1722), Sohn des Degenhardt Adolf, kurkölnischer Geheimer Rat, Oberkämmerer und Marschall, setzte die später gräflich gewordene Stammlinie fort
- Hieronymus Leopold von Wolff-Metternich zur Gracht (1661–1719), Bruder des Johann Adolf, kurkölnischer Geheimer Rat und Oberststallmeister, Stammvater der freiherrlichen Nebenlinie Wolff-Metternich zu Wehrden.
- Wilhelm Hermann Ignatz Wolff-Metternich zur Gracht (1665–1722), Regierungspräsident, Titularbischof von Ionopolis und Weihbischof in Münster (1720–1722)
- Franz Wilhelm von Wolff-Metternich († 1752), Domherr in Münster
- August Wilhelm Franz von Wolff-Metternich (1705–1764), Dompropst in Münster und kurkölner Obristkämmerer
- Johann Ignaz Felix Reichsgraf Wolff-Metternich (1740–1790), verheiratet mit Antonia Reichsgräfin von Wolff-Metternich zur Gracht (1744–1827), Präsident der kurfürstlichen Hofkammer und Amtmann von Lechenich[10]
- Franz Wenzel Philipp von Wolff-Metternich (1770–1825), Landrat im Kreis Höxter
- Max Werner Reichsgraf Wolff-Metternich (1770–1839), Sohn von Johann Ignaz Felix Reichsgraf Wolff-Metternich und Antonia Reichsgräfin von Wolff-Metternich zur Gracht[5]
- Friedrich Wilhelm von Wolff-Metternich (1773–1848), Domherr in Münster
- Klemens von Wolff-Metternich (1803–1872), Verwaltungsbeamter, Landrat im Kreis Paderborn, Mitglied im Westfälischen Provinziallandtag, Oberpräsident in der Provinz Brandenburg
- Max Felix Reichsgraf Wolff-Metternich (1814–1871), Sohn von Max Werner Reichsgraf Wolff-Metternich[5]
- Maximilian Felix Wolff-Metternich zur Gracht (1814–1871), preußischer Rittergutsbesitzer und Politiker
- Friedrich von Wolff gen. Metternich (1816–1898), deutscher Verwaltungsjurist und Landrat im Landkreis Höxter
- Levinus Graf Wolff-Metternich zur Gracht (1847–1939), Besitzer von Haus Friedrichstein und eines angeschlossenen Weinguts in Fahr am Rhein
- Graf Paul Wolff-Metternich zur Gracht (1853–1934), deutscher Diplomat
- Ferdinand von Wolff-Metternich (1855–1919), Gutsbesitzer, Oberförster und Mitglied des Deutschen Reichstags
- Graf Levin Wolff Metternich zur Gracht (1877–1944), Jurist und letzter deutscher Bürgermeister in Eupen
- Karl von Wolff gen. Metternich (1878–1939), Landrat im Landkreis Höxter
- Hermann Wolff-Metternich (1887–1956), deutsche Militärperson
- Franz Wolff-Metternich zur Gracht (1893–1978), Kunsthistoriker, Provinzialkonservator, Reichsbeauftragter für den Kunstschutz in den besetzten Gebieten
- Michael Wolff Metternich (1920–2018), deutscher Automobilhistoriker
- Peter Wolff Metternich zur Gracht (1929–2013), deutscher Unternehmer; von 2005 bis 2011 General-Statthalter des Ritterordens vom Heiligen Grab zu Jerusalem in Rom
- Monika Gräfin Wolff Metternich zur Gracht (* 1957), deutsche katholische Theologin, Journalistin und Autorin

## Literatur

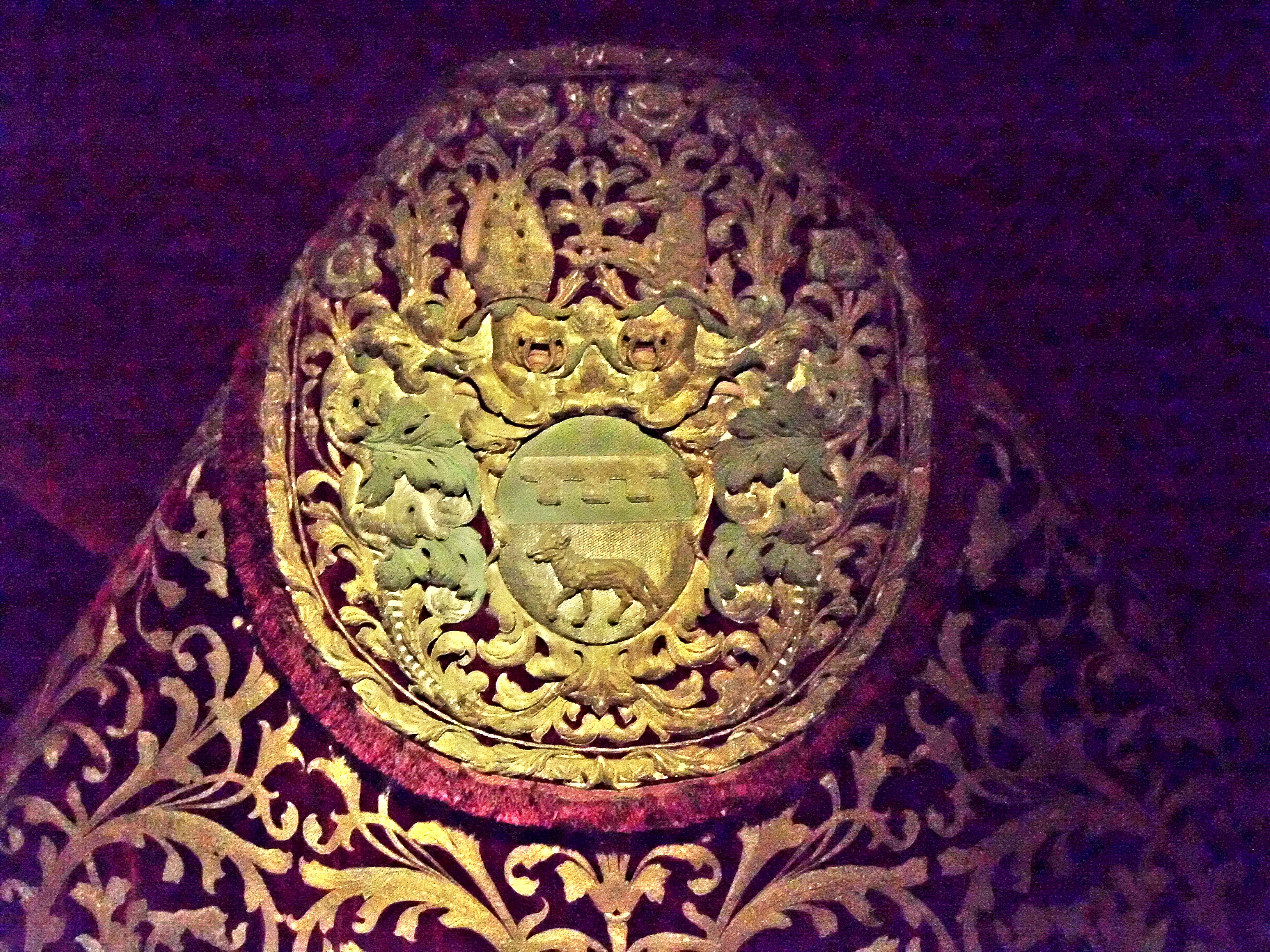
Wappen-Pluviale des Johann Wilhelm Wolff-Metternich zur Gracht (1624–1694), Dompropst zu Mainz, im Speyerer Domschatz, Historisches Museum der Pfalz, Speyer